# Зинченко, Александр Борисович
Александр Борисович Зинченко (6 февраля 1995, Москва, Россия) — российский бадминтонист. Чемпион России в парной категории 2016 и 2019 годов. Мастер спорта.

## Карьера
Родился в 1995 году в Москве. Заниматься бадминтоном начал в возрасте 8 лет в спортивной школе района Солнцево. В данный вид спорта его привела мама, которая сама играла в бадминтон на любительском уровне.
В паре с Константином Абрамовым был участником чемпионатов мира 2017 и 2018 годов, чемпионатов Европы 2017 и 2018 годов и командного чемпионата Европы 2018 года. 
Также в паре с Абрамовым стал победителем чемпионата России 2016 года, а затем повторил достижение в 2019 году в паре с Никитой Хакимовым.